# Jih proti Severu (film)
Jih proti Severu (anglicky Gone with the Wind) je americké historické filmové drama natočené v roce 1939 podle stejnojmenného románu Margaret Mitchellové, který v roce 1936 získal Pulitzerovu cenu. Úlohy producenta se zhostil David O. Selznick, film režíroval Victor Fleming a natočen byl podle scénáře Sidneyho Howarda. V hlavních rolích účinkují Clark Gable, Vivien Leighová, Leslie Howard, Olivia de Havilland, Hattie McDanielová a mnoho dalších. Příběh se odehrává v 19. století na Jihu Spojených států amerických během občanské války a následného období rekonstrukce z úhlu pohledu Jihu.
Film získal deset Oscarů a stal se tak držitelem rekordu na dvacet let, dokud jej v roce 1960 nepřekonal film Ben Hur. Na seznamu sta nejlepších amerických filmů všech dob, který zveřejnil Americký filmový institut v roce 1998, byl zařazen na čtvrté místo a v roce 1989 byl zapsán do Národního filmového registru. S délkou 3 hodiny a 44 minut včetně patnáctiminutové přestávky se stal nejdelším americkým zvukovým filmem té doby.
Patřil mezi první významnější filmy, které byly natočeny barevně a vyhrál prvního Oscara za nejlepší kameru v kategorii barevný film. Krátce po premiéře se stal nejvýdělečnějším filmem své doby a toto prvenství si udržel až do roku 1966. Se zohledněním inflace držel stále k roku 2023 první příčku mezi nejvýdělečnějšími snímky všech dob.

## Ocenění
Film byl v roce 1940 třináctkrát nominován na Oscara a z toho získal celkem osm Oscarů za: nejlepší film, nejlepší režii, nejlepší ženský herecký výkon v hlavní roli, nejlepší ženský herecký výkon ve vedlejší roli, nejlepší scénář, nejlepší kameru, nejlepší střih a cenu za nejlepší výpravu. Dále mu byly uděleny dva čestné Oscary za vybavení a barvu (jednalo se o první barevný film, který získal Oscara za nejlepší film). V té době se jednalo o rekord jak co do počtu nominací, tak co do počtu udělených Oscarů, Hattie McDanielová byla navíc první Afroameričankou, která získala Oscara.

## Stažení
9. června 2020 byl film v souvislosti s nepokoji a protesty vyvolanými smrtí George Floyda odstraněn z knihovny HBO Max. Bezprostředním podnětem ke stažení byl op-ed článek scenáristy Johna Ridleyho uveřejněný v Los Angeles Times, ve kterém vyzval tuto streamovací službu, aby film dočasně odstranila. Mluvčí HBO Max se vyjádřil, že film je výtvorem své doby a v důsledku toho zobrazuje etnické a rasové předsudky, které „byly špatné tehdy a jsou špatné dnes“. Bylo také oznámeno, že film bude do streamu vrácen později společně s diskusí o jeho historickém kontextu a odsouzením těchto zobrazení; bude však prezentován v podobě, ve které byl původně vytvořen, protože jiný postup by se rovnal tvrzení, že žádné takové předsudky neexistovaly. Chceme-li vytvořit spravedlivější a inkluzivnější budoucnost, musíme nejprve uznat a pochopit své dějiny.

## Galerie

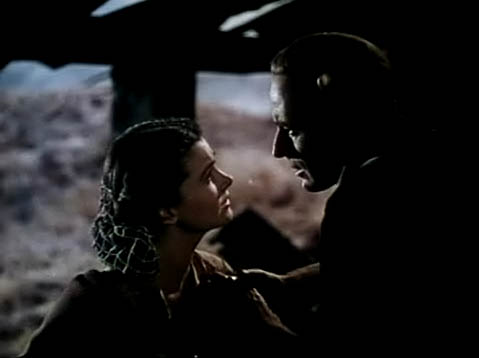
Scéna s Vivien Leighovou a Leslie Howardem
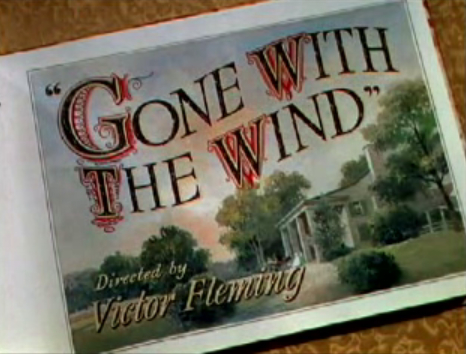
Filmový plakát